# 1546 Izsák
1546 Izsák eller 1941 SG1 är en asteroid i huvudbältet, som upptäcktes den 28 september 1941 av den ungerska astronomen György Kulin i Budapest. Den har fått sitt namn efter den ungerske astronomen Imre Izsak.
Asteroiden har en diameter på ungefär 26 kilometer.